# یدالله اسلامی
یدالله اسلامی دبیرکل مجمع نمایندگان ادوار مجلس شورای اسلامی، نماینده مردم شهرستان بافت در دوره سوم مجلس شورای اسلامی، مدیر مسوول روزنامه توقیف شده فتح و عضو هیئت علمی دانشکده پزشکی دانشگاه تهران است.

## زندگی نامه
اسلامی فوق تخصص چشم در گرایش آب سیاه و فارغ‌التحصیل دانشگاه تهران و عضو هیئت علمی این دانشگاه است. او از مجروحان جنگ هشت ساله ایران و عراق بوده و مدتی هم مسئول اداره جنگ و جهاد کرمان بود.
اسلامی مدیر مسوول روزنامه فتح بود که جز اولین روزنامه‌های توقیف شدهٔ سال ۱۳۷۹ در جریان توقیف فله‌ای مطبوعات است.

### منصب‌های سیاسی
ید‌الله اسلامی، در دوره سوم مجلس شورای اسلامی، به مجلس راه یافت و جزء نمایندگان خط امامی به شمار می رفت. یدالله اسلامی هم‌زمان با اولین موج‌های ردصلاحیت در دوره چهارم مجلس شورای اسلامی ایران توسط شورای نگهبان، رد صلاحیت شد. وی به همراه چند تن از نمایندگان دوره‌های مختلف مجلس، مجمع نمایندگان ادوار مجلس شورای اسلامی را تأسیس کرد و در حال حاضر دبیرکل این مجمع می‌باشد.

### بازداشت در سال ۱۳۸۹
خبرهایی درباره بازداشت اسلامی در سال ۱۳۸۸ منتشر شد اما این اخبار توسط خود او و وکیلش تکذیب شد. یک سال بعد اماُ یدالله اسلامی که از فعالان جنبش سبز بود در عصر روز جمعه ۲۲ بهمن ماه ۱۳۸۹ در جریان اعتراضات مردم ایران به نتایج انتخابات ریاست جمهوری (۱۳۸۸) بازداشت و به زندان اوین منتقل شد. ‌علت بازداشت او، بیانیه‌های تندش در جریان برخورد با معترضان به انتخابات مطرح شده است. دو روز پیش از بازداشت او،‌ مجمع نمایندگان دوره های مختلف مجلس که اسلامی، دبیرکلی آن را برعهده داشت، در بیانیه ای مردم را به شرکت در راه‌پیمایی در روز ۲۵ بهمن ۱۳۸۹ دعوت کرده بود. او ۳۳ روز بعد در ۲۶ اسفند ۱۳۸۹ از زندان آزاد شد.

## دیدگاه‌های سیاسی
اسلامی، دیدگاه های تندی نسبت به جمهوری اسلامی در کانال تلگرامی خود مطرح می‌کرد. اسلامی از منتقدان حضور ایران در جنگ سوریه بود.‌ این دیدگاه او باعث شد تا روزنامه کیهان در تیتری، او را «سخنگوی داعش در میان اصلاح‌طلبان خود را لو داد» معرفی کند.